# Laura Skujiņa
Laura Skujiņa (10 de julio de 1987) es una deportista letona que compite en lucha libre. Ganó una medalla de bronce en el Campeonato Mundial de Lucha de 2014 y una medalla de bronce en el Campeonato Europeo de Lucha de 2014.

## Palmarés internacional
| Campeonato Mundial | Campeonato Mundial   | Campeonato Mundial | Campeonato Mundial |
| Año                | Lugar                | Medalla            | Categoría          |
| ------------------ | -------------------- | ------------------ | ------------------ |
| 2014               | Taskent (Uzbekistán) | Medalla de bronce  | 69 kg              |
| Campeonato Europeo |                      |                    |                    |
| Año                | Lugar                | Medalla            | Categoría          |
| 2014               | Vantaa (Finlandia)   | Medalla de bronce  | 69 kg              |